# Liene Šimkuse
Liene Šimkuse (geb. Mellupe, * 18. April 1992 in Riga) ist eine lettische Volleyball- und Beachvolleyballspielerin. Sie ist lettische Beachvolleyball- und zweifache Hallenmeisterin sowie dreifache Pokalsiegerin ihres Heimatlandes.

## Karriere

### Karriere Halle
2009 war Mellupe mit der U18-Nationalmannschaft Lettlands bei der Qualifikation für die Europameisterschaft dieser Altersklasse aktiv. An der Fuglas High School in Riga war sie zu dieser Zeit vier Mal die wertvollste Spielerin ihres Teams. Von 2011 bis 2013 studierte die Außenangreiferin am Southern Idaho College und gewann als Freshman mit den Golden Eagles die NJCAA Division 1 im ersten Jahr ihres Studiums. Anschließend wurde sie ins all-conference team gewählt. Sie war unter den TOP Sechs der Liga sowohl bei Abwehrhandlungen und Angriffsaktionen als auch bei Aufschlagassen.  Verfehlte sie als Junior an der Florida Atlantic University noch einige Male knapp das Double-double aus mindestens je 10 erfolgreichen Abwehr- und Angriffsaktionen in einem Spiel, gelang ihr dieses Kunststück als Senior in fünf Begegnungen. Mit den Owls belegte sie in ihrem letzten Hochschuljahr den sechsten Rang in der Conference USA.
In ihrer ersten Saison mit SK Babīte erreichte Mellupe den Bronzerang in der lettischen und den fünften Platz in der baltischen Liga. Ein Jahr später kam der erste Pokalsieg und der erste Vizemeistertitel hinzu. Gleichzeitig war die Athletin in der Nationalmannschaft bei der Europameisterschaftsqualifikation gefordert. 2018 gelang dem Verein aus Babīte das Doppel aus Meisterschaft und Pokal. Eine Spielzeit später stand die nächste Euroquali auf dem Programm. In Liga und Pokal wurde nur der sechste Platz bzw. das Halbfinale erreicht. Mit dem Mārupes SC ging es für Liene Šimkuse, wie sie inzwischen hieß, 2020 wiederum bis ins Pokalhalbfinale und auf den vierten Platz in der höchsten Spielklasse Lettlands. Anschließend wechselte die aus der Hauptstadt stammende Sportlerin zu VK Jelgava und wurde mit diesem Club gleich noch einmal Meisterin ihres Heimatlandes. 2022 kam der dritte Pokalsieg für die Athletin hinzu. In der gleichen Spielzeit wurde VK Jelgava wie ein Jahr später lettischer Vizemeister. Auch 2023 war Šimkuse wieder einmal für die Nationalmannschaft am Ball.

### Karriere Beach
Mit Tetere Ieva erreichte Mellupe bei zwei nationalen Turnieren einmal das Viertel- und einmal das Achtelfinale. Sechs Jahre später gewann die Lettin als Liene Šimkuse mit ihrer neuen Partnerin Inese Jursone eine Veranstaltung der estnischen Turnierserie und wurde zum ersten Mal auch lettische Meisterin im Sand.

### Auszeichnungen
- 2012: Wahl ins All-Conference-Team
- 2019: Beste Außenangreiferin in der lettischen Liga
- 2020: Topscorerin in der lettischen Liga
- 2020: Beste Aufschlägerin in der lettischen Liga
- 2020: Beste Außenangreiferin in der lettischen Liga
- 2021: MVP der lettischen Liga[4]

### Privates
Am 24. August 2019 heiratete Liene Mellupe Mārtiņš Šimkuss und heißt seitdem Liene Šimkuse.
1. ↑  CSI Liene Mellupe. CSI, abgerufen am 28. Juni 2023 (englisch).
2. ↑  Women's Volleyball Liene Mellupe. fausports.com, abgerufen am 28. Juni 2023 (englisch).
3. ↑  Samoilovs/Šmēdiņš - pieckārtējie Latvijas čempioni, triumfē arī Namiķe/Ēbere. sportacentrs.com, 27. August 2022, abgerufen am 28. Juni 2023 (lettisch).
4. ↑  Latvijas čempionāta MVP – Liene Šimkuse. jelgava.lv, 11. Mai 2021, abgerufen am 28. Juni 2023 (lettisch).
5. ↑  Liene + Mārcis 24.08.2019 kāzu video. facebook.com, 24. August 2019, abgerufen am 28. Juni 2023 (lettisch).